# ピーター・アドキソン
ピーター・アドキソン（英語: Peter D. Adkison）はアメリカ合衆国の実業家で、テーブルトークRPGを中心としたゲームデザイナー。ウィザーズ・オブ・ザ・コースト社の創設者であり、1993年から2001年まで初代CEOでもあった。「ウィザーズ・オブ・ザ・コースト」の社名は、彼がダンジョンズ&ドラゴンズで遊んでいた魔術師ギルドの名前に由来する。
D&D第3版の開発責任者であり、スタッフクレジットにも彼の名前がある。現在は、北米最大規模のゲームイベントであるGen Conのオーナーを務めている。

## 経歴
1985年、アドキソンはワラワラ大学で計算機科学の科学学士の称号を取った。さらにワシントン大学で経営学修士を取得した。
在学中の1985年から1991年にかけて、ボーイング社のシステムアナリストとして働いた。ボーイング社で働いている間、アドキソンはゲーム会社「ウィザーズ・オブ・ザ・コースト」を設立した。当初はボーイングとの掛け持ち状態だったが、この会社が販売したマジック:ザ・ギャザリングの成功を機会にこちらに専念することになった。1997年には、ダンジョンズ&ドラゴンズの販売元であるTSR社を買収する。1999年、雑誌『ピラミッド』はアドキソンを「ここ千年のアドベンチャー・ゲーム界で最も影響を与えた人物」の一人に挙げている。2001年1月、アドキソンはハズブロにウィザーズ・オブ・ザ・コースト社を売却し、ロッククライミングに打ち込むため半引退生活すると語った。
2002年5月、アドキソンはハズブロからゲームコンベンション「Gen Con」の権利を購入した。アドキソンは1992年からGen Conの熱心な参加者だった。2004年、アドキソンはゲーム会社ヒドゥン・シティ・ゲームスを設立し、最高経営責任者となった。同社は少女向けのトレーディングカードゲーム「ベラ・サラ」などを手がけている。

## ゲーム経験
アドキソンは子供の頃から戦略ゲーム、戦争ゲームが好きだった。1978年にテーブルトークRPGの先駆けであるダンジョンズ&ドラゴンズを知り、愛好した。
1999年のインタビューでは、'Magic: the Gathering（日本語版：マジック:ザ・ギャザリング）, Twitch, The Settlers of Catan（日本語版：カタンの開拓者たち）, Robo Rally, Call of Cthulhu（日本語版：クトゥルフの呼び声）, Vampire: The Masquerade, Legend of the Five Rings Roleplaying Gameなどで遊んだ経験があると語っている。

## 仕事として関わったゲーム
- マジック:ザ・ギャザリング：アドキソンがCEOを務める会社で販売された。
- ダンジョンズ&ドラゴンズ第3版：開発を指揮し、クレジットに名が載った。
- ベラ・サラ（英語版）：アドキソンがCEOを務めるヒドゥン・シティ・ゲームスの少女向けゲーム。
- クラウト・ファンタジー（英語版）：アドキソンがCEOを務めるヒドゥン・シティ・ゲームスの製品[8]。